# Kruistocht in spijkerbroek (film)
Kruistocht in spijkerbroek (Engelse titel Crusade in Jeans) is een film uit 2006 naar de eerste helft van het gelijknamige boek van Thea Beckman onder regie van Ben Sombogaart.
De film kwam op 15 november 2006 in de bioscopen. De wereldpremière vond plaats op 12 november 2006 in de voormiddag in België (Kinepolis, Antwerpen) en in de namiddag in Nederland (Rotterdam).
Vanwege het budget (ca. € 11 miljoen) en het kunnen terugverdienen van deze kosten werd de film geheel in het Engels en niet in het Nederlands opgenomen, zodat deze in een veel groter afzetgebied kon worden uitgebracht zonder dat vertaling vanuit het Nederlands noodzakelijk was. Speciaal voor de Nederlandse en Belgische markt kwam Kruistocht in spijkerbroek ook uit in een Nederlandstalige nagesynchroniseerde versie.

## Verhaal
De vijftienjarige Dolf speelt bij het Nederlands elftal onder de 17 jaar op de junior-wereldkampioenschappen in Spiers. In de laatste minuut mist hij echter een grote kans, waardoor het team niet doorgaat naar de halve finale.
Dolfs moeder is bezig met het maken van een tijdmachine. Dolf wil met deze tijdmachine terug naar vlak vóór de wedstrijd, om deze opnieuw te spelen en de fout dit keer niet te maken, zodat zijn team alsnog wint en doorgaat naar de halve finale. Hiervoor steelt hij zijn moeders toegangspasje, noteert hij de coördinaten en gaat hij naar haar lab. Om binnen te komen zegt hij bij de intercom dat hij iets wil ophalen dat hij in het laboratorium heeft laten liggen. Eenmaal binnen start hij de procedure, maar in de controlekamer wordt geregistreerd dat de tijdmachine is opgestart. Er wordt alarm geslagen en Dolf moet opschieten. Hij vult de coördinaten juist in, maar door de haast vult hij de tijd onvolledig in. Als hij het wachtwoord van z'n moeder intikt om de machine te kunnen gebruiken, slaat de computer dit wachtwoord hierdoor op als de datum. Het wachtwoord 15071212 wordt 15 juli 1212.
Hij belandt in een bos, waar hij wordt aangevallen door wilde mannen, die zich interesseren voor zijn vest. Hij wordt gered door Jenne, een meisje dat deelneemt aan de kinderkruistocht. Wanneer zij hem vertelt dat het de 15e dag van juli is, dringt tot hem door dat hij in de middeleeuwen is terechtgekomen. Jenne neemt hem mee naar de verzamelplaats van de kruistocht, die wordt geleid door de jonge schaapsherder Nicholas, diens vriend prins Carolus en de geestelijke vader Anselmus. Nadat Dolf te laat is om terug te worden gestuurd naar 2005 (hij had ingesteld om na 12 uur weer op te worden gehaald door de machine), besluit hij met de kruistocht mee te gaan.
Dolf leert al snel dat de kinderen eigenlijk te zwak zijn om helemaal naar Jeruzalem af te reizen. Hij is verontwaardigd als hij leert dat Nicolas, Carolus en hun dienders onder een ruime tent zitten en genoeg te eten hebben terwijl de kinderen het moeten doen met bedorven vis. Hij doet zich voor als de zoon van de Hertog van Rotterdam omdat niet-adellijke kinderen niet in de tent worden toegelaten. Eenmaal binnen pleit Dolf voor een betere organisatie.
Bij de stad Rottweil aangekomen sluit de stad haar poorten. Het stadsbestuur wil alleen Nicolaas, Anselmus en de adellijke kinderen ontvangen voor een diner, de rest moet maar buiten overnachten. Jagen en vissen rond Rottweil is eveneens niet toegestaan, en het bestuur dreigt hier hard tegen op te treden. Dolf smeekt de Domheer om hem dan ten minste graan te geven. Hij ontvangt dit graan en samen met de kinderen bakt hij duizenden broden. In ruil voor zijn hulp geeft Dolf zijn iPod aan een bakker.
Terug in 2005 wordt dit een aanwijzing voor Dolfs moeder. Zij leest in een boek over een wonder in 1212, toen een jongen in 1 nacht 10 000 broden bakte voor kinderen uit een kruistocht. Hij noemde zichzelf de zoon van de Hertog van Rotterdam. In 1212 bestond Rotterdam echter nog niet en zo weet Dolfs moeder dat hij nog leeft.
Dolf krijgt nog veel meer voor elkaar. Hij zorgt voor de duizenden kinderen wanneer er enkele besmet raken met roodvonk en wanneer er kinderen gevangen worden genomen door een landheer, die ze wil gebruiken als slaven, komt Dolf in actie en haalt de kinderen terug. Hij krijgt van Jenne te horen dat ze Jeruzalem willen bereiken via de zee. Ze zijn ervan overtuigd dat de zee voor hen zal splijten, zoals de zee dat ooit voor Mozes deed. Dolf krijgt bezoek van metgezel Thaddeus, die hem een apparaat geeft dat afkomstig is uit 2005. Mary, Dolfs moeder, heeft dit gestuurd in de hoop dat Dolf het zal vinden. In de koker, wat het blijkt te zijn, bevinden zich pillen om Dolf gezond te houden en een briefje met aanwijzingen hoe Dolf terug moet komen in 2005. Ze vertelt hem wanneer en waar te staan zodat de tijdmachine hem kan oppikken.
Wanneer Prins Carolus ernstig gewond raakt, geven Nicholas en vader Anselmus Dolf de schuld. Ze oordelen en vertellen dat Dolf zal worden berecht. Hij wordt die nacht echter bevrijd door Jenne en haar zusjes. Vick, aan wie Dolf een hekel heeft en vice versa, vertelt onder dwang het plan van binnen uit de kruistocht. De volgende dag staan de kinderen voor de zee. Hoewel de zee niet splijt zoals verwacht, arriveren er wel schepen. Dolf schreeuwt de kinderen toe dat Anselmus hen in de val lokt, en de kinderen vallen Anselmus aan als ze horen dat hij de schepen had geregeld, die de kinderen naar Tunesië zouden brengen en ze daar als slaven zouden verkopen.
Als de kinderen zijn gered van de schepen, beseft Dolf dat hij terug moet naar zijn tijd. Jenne besluit met hem mee te gaan en ze haasten zich naar de plek die Mary Dolf had aanbevolen. Jenne wordt onderweg weggehaald bij Dolf, maar Thaddeus is hen achternagereisd en brengt Jenne terug naar Dolf. Net wanneer de machine zich klaarmaakt om hen terug te halen, wordt Jenne weggegrepen door bewakers. Dolf keert alleen terug naar 2005. Hij doet een poging om Jenne op te laten pikken door de machine, maar de machine kan nog maar een verplaatsing nu hebben dus doet hij het niet. Dolf vertelt zijn moeder dat hij terug moet om Jenne op te halen. Zijn moeder begrijpt hem. Ze stopt hem pillen toe en spreekt af om hem over 3 weken in het midden van het Colosseum in Rome op te pikken, zodat hij samen met Jenne dit keer wél kan terugkeren naar 2005. Nadat Dolf opnieuw naar 1212 vertrekt, eindigt de film.

### Verschillen met het boek
- In het boek kwam Dolf uit Amstelveen, in de film komt hij uit Rotterdam.
- In de film gaat Dolf naar Spiers om een voetbalwedstrijd over te spelen en in het boek naar Montgivray voor een riddertoernooi. Hierbij belandt hij door een fout bij toeval in Spiers.
- In het boek gaat Dolf doelbewust naar de middeleeuwen (al wilde hij wel naar een andere bestemming, een riddertoernooi in Montgivray in Midden-Frankrijk), en heeft hij daar toestemming voor gekregen. In de film flitst hij zichzelf stiekem weg omdat hij per se de voetbalwedstrijd wil overspelen, waarbij hij per ongeluk naar de middeleeuwen gaat omdat hij in zijn haast een typefout maakt bij het invoeren van de gegevens. Bovendien is de bouwer van de tijdmachine in het boek (een "materie-transmitter") een vriend van Dolfs vader (Dr. Simiak) en zijn collega Dr. Kneveltoer, in de film is dit Dolfs moeder.
- In het boek is Dolf in 1212 bevriend met de man Leonardo en het meisje Mariecke. Leonardo wordt in de film vervangen door het meisje Jenne en Mariecke wordt weggelaten. In het boek redt Dolf bovendien Leonardo met een meegebracht stalen broodmes van overvallers, in de film wordt Dolf overvallen en wordt hij zelf gered door Jenne.
- In het boek komt Dolf in de middeleeuwen aan op 14 juni 1212. In de film is dit 15 juli 1212
- In het boek komt de Kinderkruistocht toevallig langs als Dolf op de steen bij Spiers staat en besluit hij zelf om mee te lopen nadat is gebleken dat hij niet meer teruggeflitst kan worden. In de film neemt Jenne Dolf mee naar de verzamelplaats van de Kinderkruistocht en neemt hij hier het besluit om mee te lopen nadat bleek dat hij te laat was om terug te worden gestuurd naar 2005. Hij loopt dus vanaf het begin al mee.
- In de film komt Fredo om het leven bij de roofoverval. In het boek besluit hij samen met 800 kinderen een eigen nederzetting te stichten.
- De graven van Scharnitz en Trasimeno zijn in de film vervangen door "graaf Ludovico", een Noord-Italiaanse roofridder die 50 kinderen rooft.
- De veldslag tussen de kinderen en boze boeren op de Povlakte is weggelaten in de film.
- In het boek worden de edelen van de kruistocht pas in Rottweil uitgenodigd nadát er roodvonk in het kamp is uitgebroken. Dolf heeft naderhand nog gewetensbezwaren omdat de kinderen van Rottweil nu ook gevaar lopen. In de film wordt de roodvonk juist door de broden veroorzaakt. In het boek blijkt het een meerijdende ossenwagen te zijn die de roodvonkepidemie veroorzaakt. Deze wordt dan ook meteen verbrand nadat Dolf dit heeft ontdekt, zodat niet nog meer kinderen besmet zouden raken.
- In het boek overlijdt Carolus, toekomstige koning van Jeruzalem, aan een blindedarmontsteking, in de film gaat hij niet dood. In plaats daarvan wordt het jongetje Thiess, die in het boek tot het eind toe meeloopt, door de wolven van de Karwendel gedood.
- In het boek gaat de reis na Genua verder, in de film niet. Wel wordt in de film afgesproken dat Dolf vanuit Rome wordt teruggeflitst, wat consistent is met de door de meeste historici aangehangen theorieën over de Duitse kinderkruistocht. De tocht zou namelijk inderdaad Rome hebben bereikt, waar Nicolaas een onderhoud met de paus zou hebben gehad, die hem afried verder te gaan. In het boek eindigt de kruistocht in Brindisi en wordt Dolf daar teruggeflitst.
- Het boek eindigt op het moment dat Dolf terugkeert naar zijn tijd. In de film gaat Dolf nadat zijn moeder hem teruggeflitst heeft, weer terug naar 1212 om Jenne op te halen die hierbij niet was meegekomen.
- Verscheidene "moderniseringen" (de iPod bestond bijvoorbeeld nog niet toen Beckman het boek schreef).
- In het boek zijn er 3 monniken, twee bedriegers en één echte. In de film is er maar een monnik, bijgestaan door een lijfwacht, Vick. In het boek biecht een van de bedriegers uit wroeging het plan de kinderen te verkopen op, in de film vertelt Vick het plan onder dwang.
- De schepen die voor de kinderen geregeld zijn liggen in het boek in de haven van Genua. In de film verschijnen ze op het moment dat Nicolaas de zee wil laten splijten, zoals Mozes, aan de horizon in plaats van dat de zee splijt.
- In het boek noemt Dolf zich "Rudolf Wega van Amstelveen", in de film is hij de zoon van de hertog van Rotterdam.
- In het boek heeft Dolf niet de intentie om iemand van de 13e eeuw mee terug te brengen.
- Dolf heeft in het begin van het boek moeite met begrijpen van de taal. In de film is er geen verschil tussen de hedendaagse en middeleeuwse taal.
- In het boek maakt Thaddeus geen tekeningen van de acties van Dolf. In de film zijn de tekeningen van Thaddeus aanwijzingen voor Dolfs moeder. Zij treft deze in 2005 aan in een boek over de Kinderkruistocht en weet zo dat Dolf nog leeft.
- In de film redt Dolf Carolus van de verdrinkingsdood, terwijl hij in het boek een aantal onbekende kinderen redt. Hij wordt hierbij geholpen door een jongen, Peter, waarmee hij later bevriend raakt.
- In de film moet Dolf speciale pillen slikken om gezond te blijven in de Middeleeuwen. Deze komen in het boek niet voor.
- In het boek betaalt Dolf voor de broden in Rottweil door bij een oude joodse geldwisselaar zijn 20e-eeuwse geld (guldens) voor de gangbare munt in te wisselen. Doordat edelstaal in de 13e eeuw onbekend was, slaagt Dolf erin, de voor de vele broden nodige onwaarschijnlijk goede valutakoers te bedingen; de beeltenis op de munt weet hij overtuigend te verklaren als "de heilige Juliana" die haar gelovigen in het hoge noorden het geheim van het steenharde metaal heeft geschonken. In de film doet hij dit door zijn iPod aan de bakker te geven, waarna hij en de kinderen de broden bakken terwijl ze "We Are the Champions" van Queen nazingen. Dit nummer hoort de bakker op Dolfs iPod.

### Trivia
- Het boek waarin Mary leest over Dolfs acties in 1212, blijkt te zijn geschreven door Thaddeus, de monnik waar Dolf mee bevriend raakte in 1212. In het boek is Thaddeus een van de drie monniken die meelopen met de kruistocht. Een echte, de andere twee zijn bedriegers.
- Dolf noemde zichzelf zoon van de Hertog van Rotterdam, omdat Nicolaas en de leiding van de kruistocht alleen naar mensen van adel willen luisteren.
- In het begin van de film redt Dolf een jongen uit het water. Hij lijkt te zijn verdronken, maar met mond-op-mondbeademing brengt Dolf de jongen weer tot leven, wat door de kinderen als een wonder wordt gezien (in die tijd was "dood gewoon dood"). Deze jongen blijkt later Prins Carolus te zijn, vriend van Nicolaas, die Dolf ook helpt met zijn plannen.
- Dolf laat de kinderen kennismaken met de technologie en producten uit 2005. Zo zien ze zijn moderne kleren, een iPod, een mobiel en een horloge. Ook eten ze een Mars.
- In de versie die in de Verenigde Emiraten is uitgebracht zijn enkele fragmenten weggelaten. Bijvoorbeeld het opblazen van de man die (letterlijk) in de val liep. Daarnaast is er een 'happy ending' toegevoegd aan de film. Hierin zie je Dolf succesvol de voetbalwedstrijd in Duitsland, waarmee de film begint, overspelen. Jenne is daarbij in het publiek te zien.

## Prijzen
- Gouden Film (2006) (100 000 bezoekers)
- Platina Film (2006) (400 000 bezoekers)
- Gouden Kalf (2007) voor Beste Film, in ontvangst genomen door producer Kees Kasander
- Gouden Kalf (2007) voor Beste Montage,toegekend aan Herman P. Koerts
- Children's Jury Award op Chicago International Children's Film Festival (2007)
- Young People's Jury Award op Toronto Sprockets International Film Festival for Children (2008)

## Rolverdeling
| Acteur                | Personage                  | Opmerkingen                                                               |
| --------------------- | -------------------------- | ------------------------------------------------------------------------- |
| Johnny Flynn          | Dolf Wega                  | de hoofdpersoon en de held van het verhaal                                |
| Stephanie Leonidas    | Jenne                      | het vriendinnetje van de hoofdpersoon                                     |
| Emily Watson          | Mary Wega                  | de moeder van de hoofdpersoon                                             |
| Michael Culkin        | Anselmus                   | de slechte 'monnik' die de kinderen aan slavendrijvers wil verkopen       |
| Jake Kedge            | Carolus                    | een edel die gered wordt door Dolf en hem helpt met verschillende dingen. |
| Jan Decleir           | graaf van Rottweil         |                                                                           |
| Benno Fürmann         | Thaddeus                   | een monnik die bevriend is met Dolf                                       |
| Amy Jenkins           | Maria                      |                                                                           |
| Udo Kier              | Dr. Lawrence               |                                                                           |
| Herbert Knaup         | Carlo Bennatti             |                                                                           |
| Bert André            | Stadhouder Spiers          |                                                                           |
| Walid Benmbarek       | bewaker                    |                                                                           |
| Josse De Pauw         |                            |                                                                           |
| Armin Dillenberger    |                            |                                                                           |
| Ulli Kinalzik         |                            |                                                                           |
| Janieck van de Polder | Pepin                      |                                                                           |
| Jack Wouterse         | bakker van Rottweil        |                                                                           |
| Steve Preston         | graaf Rottweils handlanger |                                                                           |
| Robert Timmins        | Nicolaas                   | de jeugdige leider van de kruistocht                                      |
| Ryan Winsley          | Vick                       | de handlanger van Anselmus                                                |

## Filmlocaties
De film is opgenomen in Nederland, België, Duitsland, Luxemburg, Hongarije, Kroatië en Rusland.

## Filmmuziek
De muziek voor de film is gecomponeerd en geproduceerd door Piet Goddaer, bekend als Ozark Henry. De grote symfonische orkestscore is gecomponeerd en geproduceerd door Jurre Haanstra. De cd van Crusade in Jeans kwam uit in België en Nederland op 30 oktober 2006 via SonyBMG en bevat songs van verschillende albums van Piet Goddaer.